# A Mighty Wind
Pour plus de détails, voir Fiche technique et Distribution.
A Mighty Wind ou Les Grandes Retrouvailles au Québec, est un film américain réalisé par Christopher Guest, sorti en 2003.

## Synopsis
Faux-documentaire sur des musiciens folk des années 1960 qui se reforme pour un ultime concert à la mémoire de leur ancien organisateur récemment décédé.

## Fiche technique
- Titre : A Mighty Wind
- Titre québécois : Les Grandes Retrouvailles
- Réalisation : Christopher Guest
- Scénario : Christopher Guest et Eugene Levy
- Production : Karen Murphy et Donna E. Bloom
- Société de production : Castle Rock Entertainment
- Société de distribution : Warner Independent Pictures (USA)
- Photographie : Arlene Nelson
- Montage : Robert Leighton
- Décors : Joseph T. Garrity et Pat Tagliaferro
- Costumes : Durinda Wood
- Pays d'origine :  États-Unis
- Langue : Anglais
- Format : Couleurs - 1,85:1 - DTS / Dolby Digital / SDDS - 35 mm
- Genre : Comédie, Comédie musicale
- Durée : 91 minutes
- Date de sortie :
  -  9 mai 2003

## Distribution
- Bob Balaban : Jonathan Steinbloom
- Catherine O'Hara (VQ : Élise Bertrand) :  Mickey Crabbe
- Ed Begley Jr. (VQ : Benoit Rousseau) : Lars Olfen
- Eugene Levy (VQ : Pierre Auger) : Mitch Cohen
- Harry Shearer : Mark Shubb
- Michael McKean (VQ : Hubert Gagnon) : Jerry Palter
- Christopher Guest (VQ : Jacques Lavallée) : Alan Barrows
- John Michael Higgins : Terry Bohner
- Todd Lieberman : Fred Knox
- Jim Ortlieb : David Kantor
- Jennifer Coolidge (VQ : Marie-Andrée Corneille) : Amber Cole
- Jane Lynch : Laurie Bohner
- Parker Posey (VQ : Anne Bédard) : Sissy Knox
- Fred Willard (VQ : Jean-Luc Montminy) : Mike LaFontaine

Source et légende : Version québécoise (VQ) sur Doublage Québec.

## Distinctions

### Récompenses
- Critics Choice Awards : meilleure chanson "A Mighty Wind" (Christopher Guest, Michael McKean et Eugene Levy)
- Canadian Comedy Awards : meilleure performance comique - Acteur (Eugene Levy) et meilleure écriture comique (Eugene Levy)
- Costume Designers Guild Awards : meilleure création de costumes pour un film contemporain (Durinda Wood)
- Florida Film Critics Circle Awards : meilleur casting
- Grammy Awards : meilleure chanson écrite pour un film "A Mighty Wind" (Christopher Guest, Michael McKean et Eugene Levy)
- Motion Picture Sound Editors : meilleur montage sonore pour un film musical (Fernand Bos)
- New York Film Critics Circle Awards : meilleur acteur dans un second rôle (Eugene Levy)
- Satellite Awards : meilleur acteur dans un second rôle - Comédie/comédie musicale (Eugene Levy)
- Seattle Film Critics Awards : meilleure musique
- U.S. Comedy Arts Festival : meilleur réalisateur (Christopher Guest)

### Nominations
- Oscars du cinéma : meilleure chanson originale "A Kiss at the End of the Rainbow" (Michael McKean et Annette O'Toole)
- Critics Choice Awards : meilleur casting
- Canadian Comedy Awards : meilleure performance comique - Acteur (Don Lake)
- Grammy Awards : meilleure compilation de musiques originales
- Independant Spirit Awards : meilleur scénario (Christopher Guest et Eugene Levy)
- Phoenix Film Critics Society Awards : meilleur casting, meilleure bande originale et film de l'année
- Satellite Awards : meilleur film - Comédie/comédie musicale, meilleure actrice dans un second rôle - Comédie/comédie musicale (Catherine O'Hara) et meilleure chanson originale "A Kiss at the End of the Rainbow" (Michael McKean et Annette O'Toole)
- Washington DC Area Film Critics Association Awards : meilleur casting
- Young Artist Awards : meilleur film familial - Comédie/comédie musicale